# بول سوبوليفسكي
بول سوبوليفسكي (بالبولندية: Paweł Sobolewski)‏ هو لاعب كرة قدم بولندي في مركز الوسط، ولد في 20 يونيو 1979 في إيلك في بولندا. لعب مع كورونا كييلتسى وياغيلونيا بياويستوك.

## وصلات خارجية
- بول سوبوليفسكي على موقع قاعدة بيانات كرة القدم.إي يو (الإنجليزية)
- بول سوبوليفسكي على موقع Soccerway.com (الإنجليزية)